# Rainerhorn
Das Rainerhorn (bis 1859 Hennekopf) ist ein 3559 m ü. A. hoher Gipfel in der Venedigergruppe in Tirol. Das Horn ist die zweithöchste Erhebung der Venedigergruppe und beherrschender Gipfel der Gletscherregion Hohes Gletscherdach. Zuerst bestiegen wurde das Rainerhorn am 10. August 1859 durch österreichischen Kartografen Franz Keil und Ignaz Wagl, die dem Berg seinen heutigen Namen zu Ehren des Erzherzogs Rainer von Österreich gaben. Geführt wurden die beiden von Bartlmä Steiner und Balthasar Ploner. Die erste Winterbesteigung erfolgte 1892 durch Rudolf Spannangel, mit den Bergführern J. Unterwurzacher und J. Ensmann. Das Rainerhorn ist vom Defreggerhaus aus leicht erreichbar und ein beliebter Aussichtspunkt.

## Umgebung
Der Berg ist rundum von den Gletschern des Hohen Gletscherdachs umgeben. Im Norden und Osten liegt das spaltenreiche Schlatenkees, das sich mit seinem Oberen Keesboden bis auf den Gipfel erstreckt, im Südosten das Äußere- und im Süden und Westen das Innere Mullwitzkees. Benachbarte Gipfel sind im Westen das Hohe Aderl mit 3506 m Höhe und im Nordwesten der alles überragende 3657 m hohe Großvenediger. Bedeutende Berge im Nordosten sind die Schwarze Wand (3503 m) und im Osten der Hohe Zaun mit 3451 m Höhe. Die nächste größere Siedlung ist Innergschlöß im Gschlößtal, das etwa acht Kilometer Luftlinie in westnordwestlicher Richtung liegt. Prägraten am Großvenediger, der Ausgangspunkt für Besteigungen des Rainerhorns vom Defreggerhaus aus, liegt 10 km südlich.

## Stützpunkte und Besteigung
Das Rainerhorn ist nur über Gletscher im Rahmen einer Hochtour erreichbar. Das heißt, dass eine für Gletscherbegehungen angemessene Ausrüstung und Erfahrung erforderlich ist. Der Weg der Erstersteiger führte von Westen über den Oberen Keesboden und die Nordflanke des Berges zum Gipfel. Der heutige Normalweg verläuft von dem Wegübergang Rainertörl auf 3416 m Höhe über den firnbedeckten Westgrat zum Gipfel. Als Stützpunkt dient das auf 2963 m Höhe gelegene Defreggerhaus. Die Gehzeit beträgt laut Literatur etwa drei Stunden.